# Iphiaulax testaceus
Iphiaulax testaceus är en stekelart som beskrevs av Joseph Kriechbaumer 1894. Iphiaulax testaceus ingår i släktet Iphiaulax och familjen bracksteklar. Inga underarter finns listade i Catalogue of Life.